# Cush (Bibbia)
Cush era il figlio maggiore di Cam, fratello di Canaan e il padre di Nimrod,  di cui alla "Tavola delle Nazioni" nella Bibbia ebraica (Genesi 10:06, I Cronache 01:08). Il nome è di solito considerato l'eponimo del popolo di Kush.
Secondo la Genesi, gli altri figli di Cush erano Seba, Havilah, Sabtah, Raamah e Sabtecah, nomi individuati dagli studiosi moderni con le tribù arabe.

## Interpretazioni
Giuseppe Flavio ritiene che il popolo dei cusciti discenda da Cush, figlio di Cam e nipote di Noè.
L'esistenza dello storico Regno di Kush, che era localizzato nel sud dell'attuale Egitto e del Sudan, non può essere ragionevolmente messo in discussione, anche se lo stesso termine Kush può essere stato usato per tutti i popoli che vivevano a quelle latitudini, ovvero a sud dell'Alto Egitto. Inoltre, il moderno ramo cuscita della famiglia delle lingue afro-asiatiche parlate da diverse popolazioni del Corno d'Africa, è denominata così con riferimento al Cush biblico. Le lingue del ramo cuscita attualmente sopravvissute comprendono il somalo, l'Afar, l'Oromo e altre lingue tribali del corno d'Africa, e furono tradizionalmente considerate discendenti da Cush sin dal 947 d.C. Il popolo Begia, che parla una lingua cuscita, vanta specifiche tradizioni genealogiche riguardo alla discendenza da Cush.

L'Esploratore James Bruce, che visitò gli altopiani dell'Etiopia c. nel 1770, scrisse di 
Egli inoltre affermò che gli studiosi europei del suo tempo avevano sommariamente respinto questo racconto sulla base della loro teoria tradizionale, che affermava che Cush arrivò in Africa attraverso l'Arabia saudita e il Bab el-Mandeb. Inoltre, riguardo al grande obelisco di Axum, si ritiene che sia stato eretto da Cush per marcare il suo territorio, e che egli riferì a suo figlio Ityopp il desiderio di essere sepolto lì sotto, secondo il Libro di Axum.

La moglie di Mosè era una cuscita, secondo il Libro dei Numeri 12:1. Parimenti nella Tragedia di Ezechiele Mosè viene descritto come uno straniero nella terra di Madian, e procede inoltre a descrivere gli abitanti delle terre ancestrali in Africa: 
Studiosi come Michaelis Johann Rosenmüller e altri hanno sottolineato che il nome Cush è stata assegnato a varie zone adiacenti su entrambi i lati del Mar Rosso in Arabia (Yemen) e in Africa. Nel V secolo d.C., la tribù degli Himyariti nel sud dell'Arabia furono descritte dagli scrittori siriani come cusciti ed etiopi.
Una pagina del dizionario yiddish - ebraico - latino - tedesco di Elia Levita del XVI secolo d.C., contiene un elenco di nazioni, tra cui la parola "כושי" etiope o Cushi , tradotto in latino come "aethiops" e in tedesco come "Mor".
Alcune iscrizioni babilonesi menzionano il popolo dei Kashshi o Cassiti, che peraltro distrussero anche l'antico Regno di Babilonia, che al tempo erano ritenuti discendenti di Cush, a sua volta antenato di Nimrod in Genesi, capitolo 8.
Anche se mancano prove decisive, alcuni ancora sostengono che i diversi riferimenti al Cush del Vecchio Testamento non si riferiscono all'Etiopia, ma ai territori di Phut e Mizraim (Libia ed Egitto).
La domanda retorica: "Può un Kushita cambiare la sua pelle?" in Geremia 13:23 si riferisce alla gente di una pelle di un colore nettamente diverso da quello degli Israeliti, probabilmente un popolo africano, anche, la traduzione greca dell'Antico Testamento fatta da ebrei di lingua greca tra ca. 250 a.C. e il 100 a.C. uniformemente traduce Cush come "Etiopia".
Lo storico persiano Muhammad ibn Jarir al-Tabari (c. 915) racconta una tradizione che la moglie di Cush fu chiamata Qarnabil, figlia di Batawil, figlio di Tiras, e che lei gli portava i popoli "abissini, Sindhi e indiani".